# Parapandalus longicauda
Parapandalus longicauda är en kräftdjursart. Parapandalus longicauda ingår i släktet Parapandalus och familjen Pandalidae. Inga underarter finns listade i Catalogue of Life.